# جوزف کورنل
جوزف کورنل (به انگلیسی: Joseph Cornell) (۲۴ دسامبر ۱۹۰۳ – ۲۹ دسامبر ۱۹۷۲) در شهر نیاک ایالت نیویورک آمریکا به دنیا آمد. وی هنرمند و مجسمه‌ساز بود و یکی از پیشگامان و طرفداران سبک اسمبلیج بود. او تأثیرگرفته از سبک سورئالیسم و همچنین پیشرو (به انگلیسی: avant-garde) در فیلم تجربی بود.